# Nico Mastorakis
Nico Mastorakis, né le 28 avril 1941 à Athènes (Grèce), est un réalisateur, scénariste, producteur, acteur, monteur et directeur de la photographie grec.

## Filmographie

### comme réalisateur
- 1975 : L'Île des morts (Τα παιδιά του Διαβόλου, Ta pedhia tou dhiavolou) (+ directeur de la photographie)
- 1976 : To koritsi vomva
- 1984 : Onde de choc (en) (Blind Date)
- 1984 : Le voyageur venu du temps (en) (The Next One)
- 1985 : Hamos sto aigaio
- 1986 : Heros Boys (en) (The Zero Boys)
- 1986 : Vent de folie (en) (The Wind)
- 1987 : Meurtre dans l'objectif (en) (Terminal Exposure)
- 1988 : Glitch! (en)
- 1988 : Panique sur la ville (en) (Nightmare at Noon)
- 1990 : Destructor (en) (Hired to Kill)
- 1990 : Ninja Commando Kids (en) (Ninja Academy)
- 1991 : In the Cold of the Night
- 1992 : The Naked Truth (en)
- 1995 : Horismenoi me paidia (série télévisée)
- 1998 : Kalinichta Mama (série télévisée)
- 2002 : .com for Murder (en)

### comme scénariste
- 1975 : Ta pedhia tou dhiavolou
- 1976 : To koritsi vomva
- 1978 : L'Empire du Grec (The Greek Tycoon) de J. Lee Thompson
- 1982 : Blood Tide de Richard Jefferies
- 1984 : Onde de choc (en) (Blind Date)
- 1984 : Le voyageur venu du temps (en) (The Next One)
- 1985 : Hamos sto aigaio
- 1986 : Heros Boys (en) (The Zero Boys)
- 1986 : Vent de folie (en) (The Wind) (+ monteur)
- 1987 : Meurtre dans l'objectif (en) (Terminal Exposure)
- 1988 : Glitch! (en) (+ monteur)
- 1988 : Panique sur la ville (en) (Nightmare at Noon) (+ monteur)
- 1988 : Bloodstone, la légende de la pierre de feu (en) (Bloodstone) de Dwight H. Little
- 1990 : Destructor (en) (Hired to Kill)
- 1991 : In the Cold of the Night
- 1992 : The Naked Truth (en)
- 2002 : .com for Murder (en)

### comme producteur
- 1972 : Axiomatikos ipiresias (série télévisée)
- 1975 : Ta pedhia tou dhiavolou
- 1982 : Blood Tide (en) de Richard Jefferies
- 1984 : Onde de choc (en) (Blind Date)
- 1985 : Hamos sto aigaio
- 1984 : Le voyageur venu du temps (en) (The Next One)
- 1986 : Vent de folie (en) (The Wind) (vidéo)
- 1988 : Grandmother's House (en) de Peter Rader
- 1988 : Glitch! (en)
- 1988 : Panique sur la ville (en) (Nightmare at Noon)
- 1988 : Bloodstone, la légende de la pierre de feu (en) (Bloodstone) de Dwight H. Little
- 1991 : In the Cold of the Night
- 1992 : The Naked Truth (en)
- 1992 : Anatomia enos eglimatos (série télévisée)
- 1998 : Kalinichta Mama (série télévisée)
- 2002 : .com for Murder (en)

### comme acteur
- 1967 : Sti diastavrossi rithmou kai melodias (série télévisée)
- 1968 : L'Oreal Tele (série télévisée)
- 1968 : L'Émission (Ekpombi) de Theo Angelopoulos c.m.
- 1975 : Ta pedhia tou dhiavolou
- 1988 : Grandmother's House (en) de Peter Rader